# Rustam Raza
Rustam Raza (francés: Roustam Raza, armenio: Ռուստամ Ռազա, georgiano: როსტომ რაზმაძე) fue el famoso guardaespaldas mameluco de Napoleón Bonaparte. Rustam nació en Tiflis, Georgia, de padres armenios. A los trece años fue secuestrado y vendido como esclavo en El Cairo, donde los turcos le dieron el nombre de Idzhahia. El jeque de la ciudad lo presentó al entonces general Napoleón Bonaparte en 1798. Rustam sirvió como guardaespaldas a Napoleón hasta 1814, cuando se casó con Alexandrine Douville en Dourdan, Francia, y se negó a seguir al emperador en su exilio en Elba. Cuando Bonaparte regresó del exilio en la isla de Elba para retomar el poder, readmitió a muchos antiguos colaboradores, inclusive a muchos que le dieron la espalda; pero negó ese privilegio a Roustam después de haber recibido una carta suya.